# Isaac E. Crary
Isaac Edwin Crary (* 2. Oktober 1804 in Preston, New London County, Connecticut; † 8. Mai 1854 in Marshall, Michigan) war ein US-amerikanischer Politiker. Zwischen 1837 und 1841 vertrat er den Bundesstaat Michigan im US-Repräsentantenhaus.

## Werdegang
Isacc Crary besuchte die öffentlichen Schulen seiner Heimat und absolvierte danach im Jahr 1827 die erste Klasse des Trinity College in Hartford. Nach einem anschließenden Jurastudium und seiner Zulassung als Rechtsanwalt begann er ab 1833 in Marshall im damaligen Michigan-Territorium in diesem Beruf zu arbeiten. Politisch war Crary ein Anhänger von US-Präsident Andrew Jackson, dessen Demokratischer Partei er sich anschloss.
Im Jahr 1835 war Crary Delegierter auf der verfassungsgebenden Versammlung von Michigan. Nach Michigans Beitritt zur Union wurde er im ersten und damals einzigen Wahlbezirk des neuen Staates in das US-Repräsentantenhaus in Washington, D.C. gewählt, wo er am 26. Januar 1837 sein neues Mandat antrat. Nach zwei Wiederwahlen konnte er bis zum 3. März 1841 im Kongress verbleiben.
Zwischen 1837 und 1844 war er auch Vorstandsmitglied der University of Michigan. Isaac Crary gilt als der Gründer des Schulsystems von Michigan. Zwischen 1850 und 1852 gehörte er dem Bildungsausschuss seines Staates an. Crary war auch Herausgeber der Zeitung „Marshall Expounder“. In den Jahren 1842 bis 1846 saß er als Abgeordneter im Repräsentantenhaus von Michigan, dessen Präsident er im Jahr 1846 war. Er starb am 8. Mai 1854 in Marshall.